# NGC 7685
NGC 7685 (другие обозначения — PGC 71628, UGC 12638, MCG 1-59-87, ZWG 406.121, IRAS23279+0337) — спиральная галактика с перемычкой (SBc) в созвездии Рыбы.
Этот объект входит в число перечисленных в оригинальной редакции «Нового общего каталога».